# Michiel Brinkman
Michiel Brinkman (Rotterdam, 16 december 1873 - aldaar, 19 februari 1925) was een Nederlands architect en grondlegger van een architectenbureau in Rotterdam. Later zou dit bureau internationale bekendheid verwerven door zijn opvolgers J.A. Brinkman (zoon van Brinkman), L.C. van der Vlugt, J.H. van den Broek en Jaap Bakema.

## Levensloop
Na zijn studie aan de Academie van Beeldende Kunsten en Technische Wetenschappen bij Henri Evers werkte Brinkman tot 1910 op het architectenbureau van Barend Hooijkaas jr., en begon later zijn eigen kantoor. Brinkman en Hooijkaas bouwden in 1908-1909 onder andere de Sociëteit, nu rijksmonument, van de Koninklijke Roei- en Zeilvereeniging De Maas aan de Veerhaven.
Brinkman was vooral in Rotterdam werkzaam. In 1922 maakte hij naam met het ontwerp van het woongebouw het Justus van Effencomplex. Hij ontwierp verder fabrieken, kantoren, pakhuizen (zoals het Visserijpakhuis voor de Doggermaatschappij aan de Koningin Wilhelminahaven in Vlaardingen), woningcomplexen en villa's. 
Van 1913-1915 ontwierp Brinkman de stoommeelfabriek De Maas aan de Rotterdamse Maashaven. In de eindfase werd het ontworpen onder de naam architectenbureau Brinkman & van der Vlugt. In 1916 werd de fabriek overgekocht door het graanverwerkingsbedrijf Meneba.
Hoewel Brinkman een klassieke opleiding heeft gevolgd, doet hij in zijn werk de eerste aanzetten in de richting van het nieuwe bouwen waarmee zijn opvolgers furore zouden maken.

## Galerie

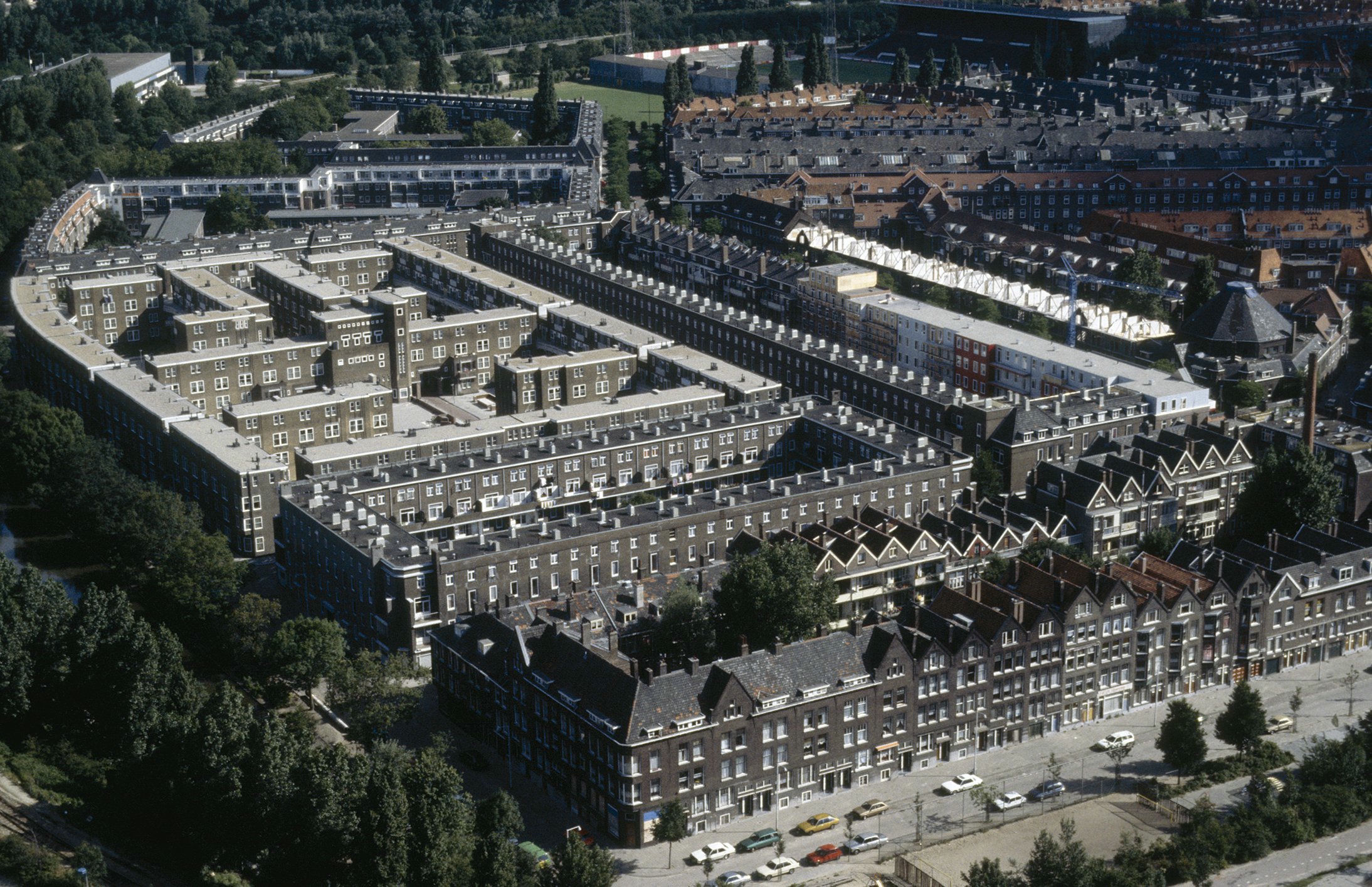
Justus van Effencomplex, Rotterdam
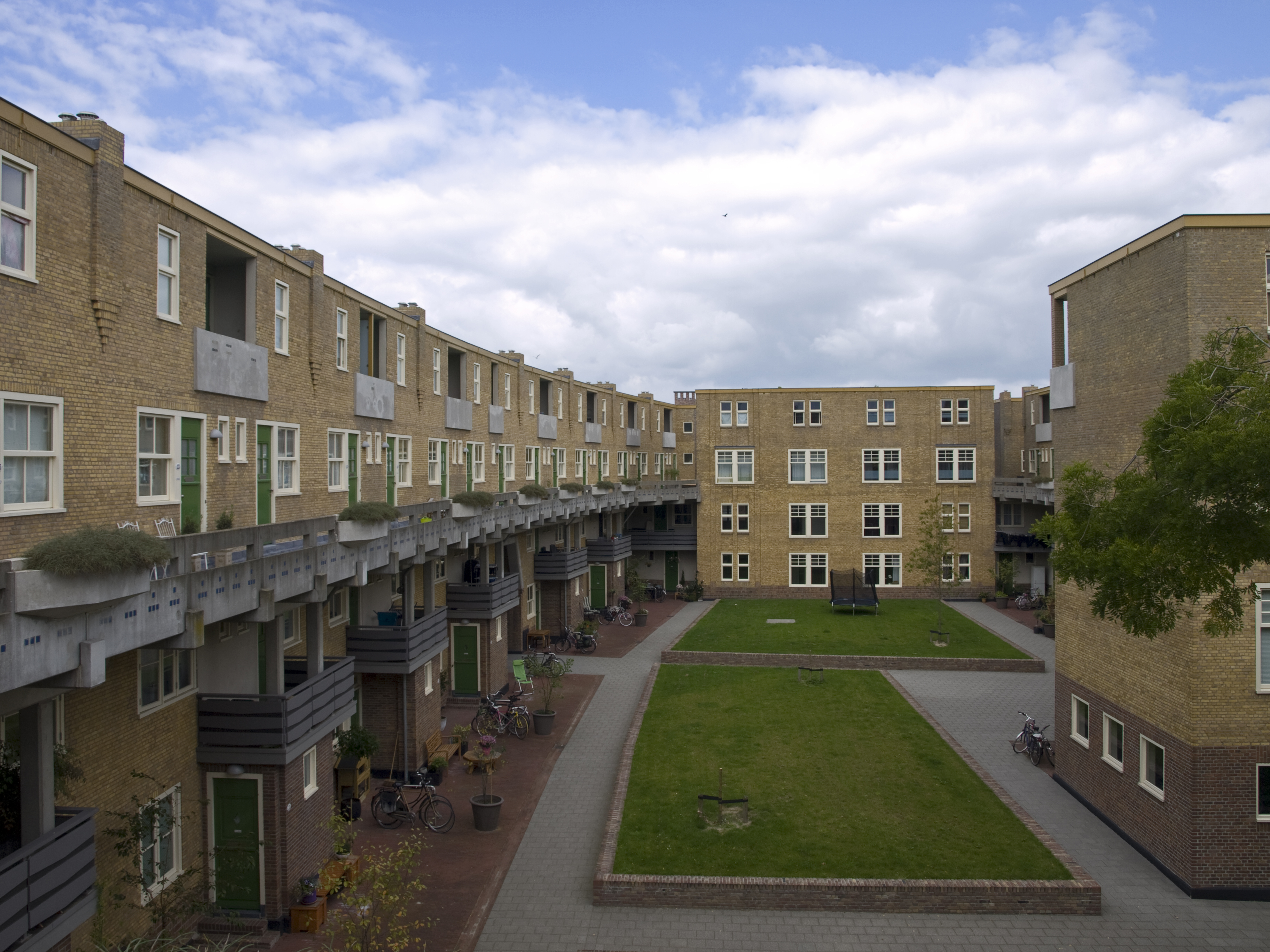
Justus van Effencomplex, Rotterdam
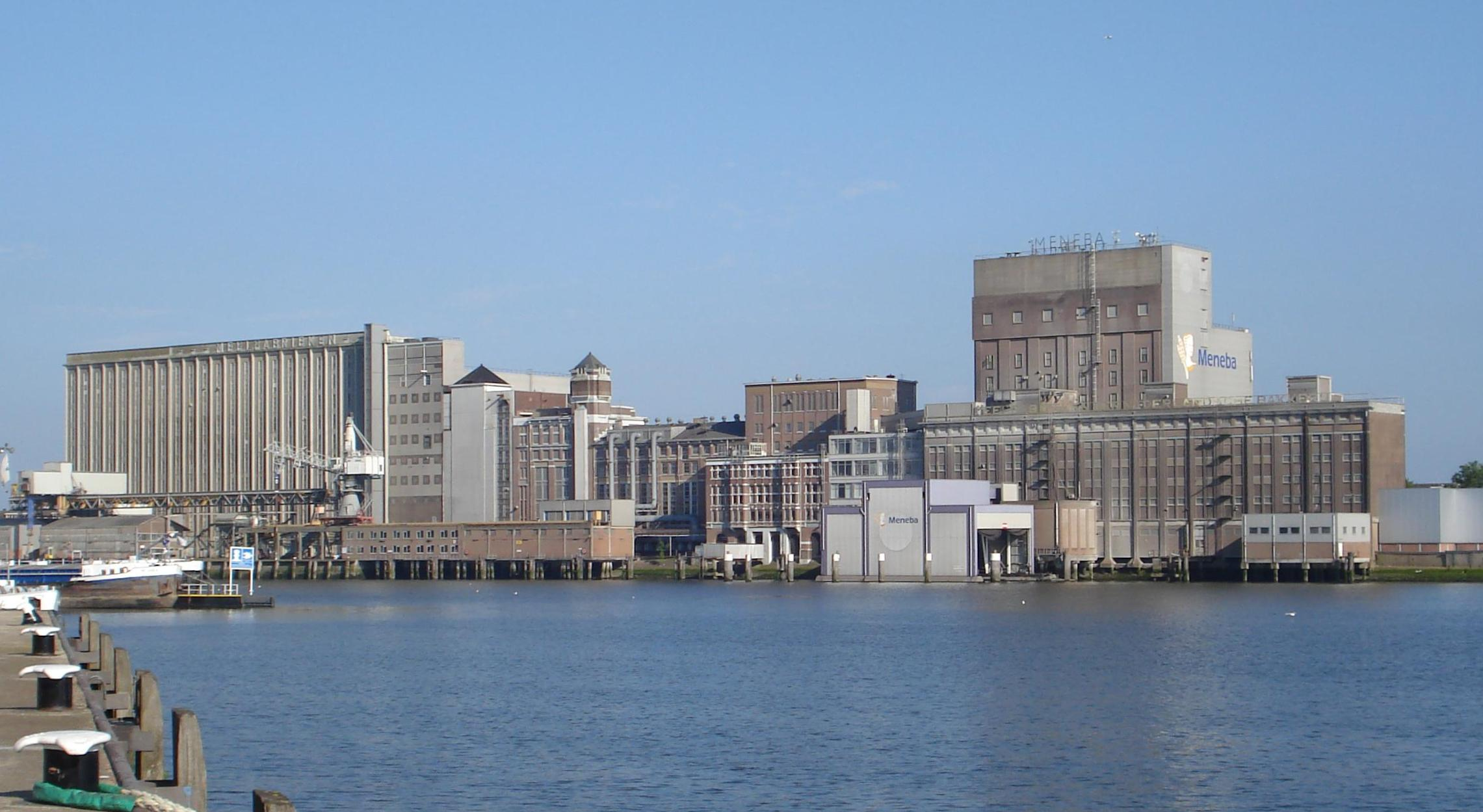
Stoommeelfabriek De Maas, Maashaven, Rotterdam